# Solariella nanshaensis
Solariella nanshaensis is een slakkensoort uit de familie van de Solariellidae. De wetenschappelijke naam van de soort is voor het eerst geldig gepubliceerd in 2002 door Dong.